# Budry
Budry (niem. Buddern) – wieś w Polsce położona w województwie warmińsko-mazurskim, w powiecie węgorzewskim, w gminie Budry. 
Wieś posiada kolonię (Kolonia Budry).
W latach 1954–1972 wieś należała i była siedzibą władz gromady Budry. W latach 1975–1998 miejscowość administracyjnie należała do województwa suwalskiego.
Miejscowość jest siedzibą gminy Budry.

## Historia
Pierwsze wzmianki o Budrach pochodzą z pierwszej połowy XVI wieku, gdzie (jeszcze przed uzyskaniem przywileju lokacyjnego) pojawiały się pod nazwą Buderne. Wieś założona została w 1565 r. przez Jana Mixę z nadania Albrechta Hohenzollerna. Obszar wsi ustalono na 51 włók i 2 morgi. W 1571 r. mieszkało tu siedmiu chłopów, którzy płacili czynsz i odrabiali szarwark na rzecz domeny książęcej we Wróblu, a potem w Popiołach.
W 1710 r. zmarło tu na dżumę 245 osób, ówczesna połowa mieszkańców wsi. W 1740 w parafii Budry do komunii świętej przystępowało 1134 Polaków i 227 Niemców, w 1800 było to 1799 Polaków i 555 Niemców.
W drugiej połowie XIX w. istniała tu stacja pocztowa, Budry w tym czasie liczyły 778 mieszkańców, w znacznej części Polaków. Mieszkańcy utrzymywali się z pracy na roli oraz zatrudniali się do prac melioracyjnych i wyrębów lasów. W Budrach było 60 rzemieślników.
Podczas I wojny światowej Budry przechodziły trudny okres. We wsi i jej bliskiej okolicy dochodziło do walk między wojskami niemieckimi i rosyjskimi. Największych zniszczeń doznały 8 lutego 1915 roku w wyniku wzajemnego ostrzału artyleryjskiego wspomnianych wojsk. Budynkiem, który przyciągał najwięcej pocisków był kościół, którego wieżę wykorzystywali rosyjscy obserwatorzy artyleryjscy.
W 1914 roku, uchodząc do Niemiec przed wojskami rosyjskimi, Budry opuściła Frieda Jung, popularna w Prusach Wschodnich pisarka i poetka ludowa, która od 1902 roku zamieszkała we wsi, początkowo w domu swojej siostry, a następnie w wybudowanym, dzięki dochodom z pracy pisarskiej, dużym domu. Dom ten został zniszczony w wyniku kampanii zimowej w 1915 r. Jego wizerunek w niewielkim stopniu można zobaczyć na starych widokówkach. Frieda Jung, będąc już w Niemczech, propagowała pomoc zrujnowanym wojną Prusom Wschodnim.
Dzięki tej pomocy, Budry zostały ok. 1920 roku odbudowane ze zniszczeń wojennych.

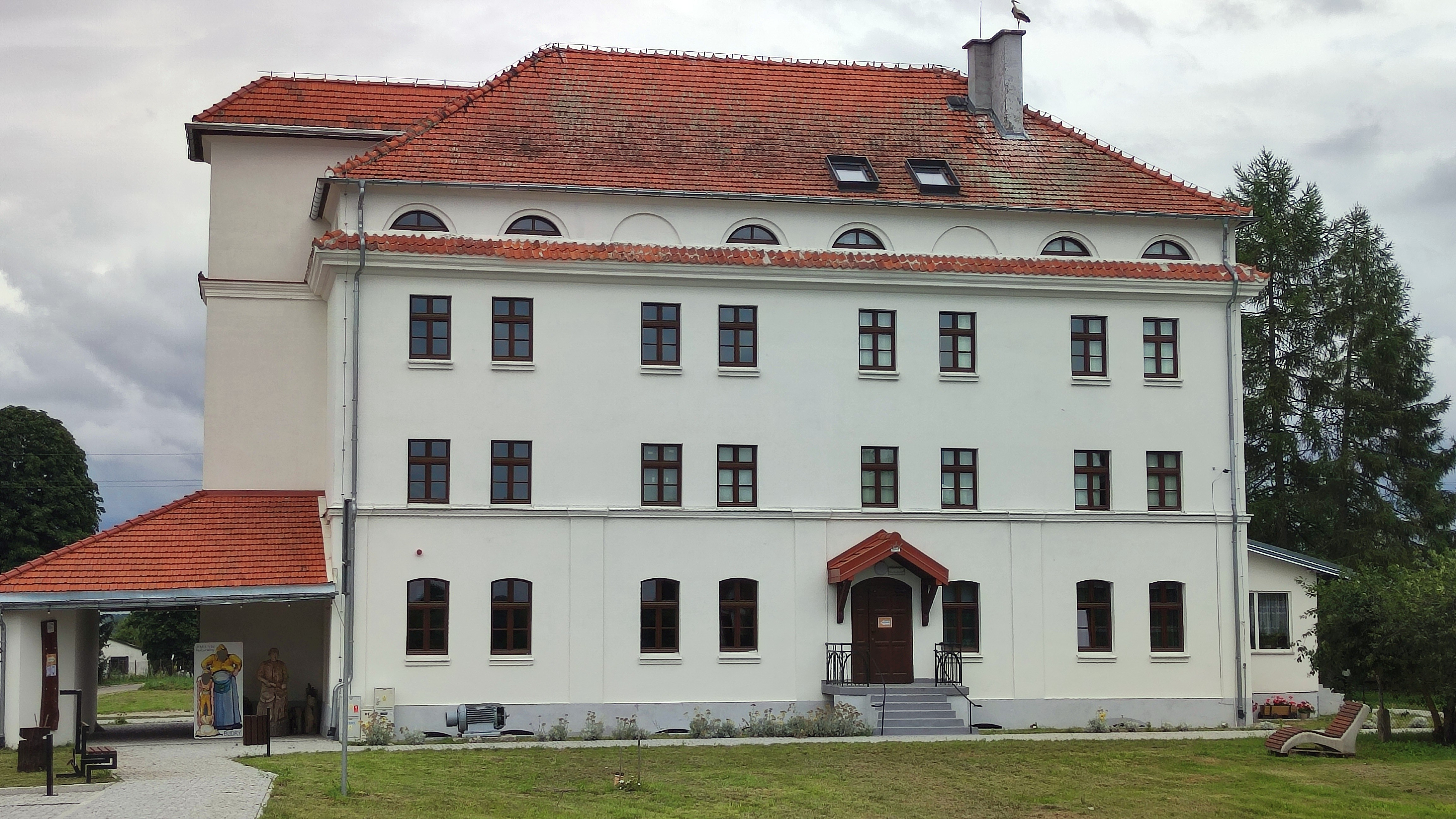
Młyn w Budrach jako centrum kulturalne.

W okresie międzywojennym we wsi działał młyn walcowy i tartak. Mleczarnia, powstała w 1908 roku, a od 1938 r. funkcjonująca jako filia Spółdzielni Mleczarskiej w Węgorzewie, produkowała rocznie 3,3 mln litrów mleka. W 1925 r. powstała elektrospółdzielnia, zapewniła wsi pełną elektryfikację i regularny dostęp do prądu. W wyniku widocznego rozwoju wsi, w latach trzydziestych w Budrach uruchomiona zostaje spółdzielcza kasa Raiffeisen Banku.
W latach 40. Budry liczyły 917 mieszkańców.
W wyniku II wojny światowej, wg doniesień z depesz wojennych, śmierć poniosło 35 mieszkańców Buder. W sierpniu 1944 roku ludność została zmobilizowana do kopania rowów przeciwczołgowych oraz innych umocnień ziemnych. 
25 października 1944 roku, w wyniku paniki wywołanej przez uchodźców wojennych, władze powiatowe zarządziły ewakuację ludności cywilnej z Buder i okolicy. Wywózka na zachód odbyła się dzięki podstawionemu pociągowi, do którego zabierano podręczny dobytek.
1945 rok dla wsi Budry, to początek zupełnie innej epoki. Wieś zarządzana przez polskie władze administracyjne, była eksploatowana przez radziecką komendanturę wojenną, czego efektem było wywożenie wszelkich dóbr. Domostwa pozbawiane były sprzętów, ale nierzadko także pieców, drzwi i okien. Rosjanie, korzystając z linii kolejowej, do tego stopnia plądrowali wieś, że nie oszczędzili także podkładów i szyn kolejowych, co doprowadziło do likwidacji samej linii kolejowej, likwidując połączenie Węgorzewo - Gołdap.
Polska administracja, po problemach z zasiedleniem wsi w wyniku spustoszeń, umieściła we wsi przymusowych przesiedleńców z akcji "Wisła". Transporty ludności trafiały do wsi od lipca 1947 r. W ich wyniku, jesienią 1947 roku, ukraińska ludność przesiedleńcza stanowiła ponad 75% liczebności, co naruszało dyrektywę Ministra MZO z 31 lipca 1947 roku, mówiącą o nieprzekraczalnym progu 10% przesiedleńców w stosunku do Polaków.
Od 18 listopada 1945 Budry były siedzibą gminy do której należało 8 wsi sołeckich, obecną nazwę administracyjnie zatwierdzono 12 listopada 1946. W roku 1954 utworzono tutaj gromadę. Przewodniczącym GRN w Budrach w roku 1967 był Antoni Piaścik.

## Kościół

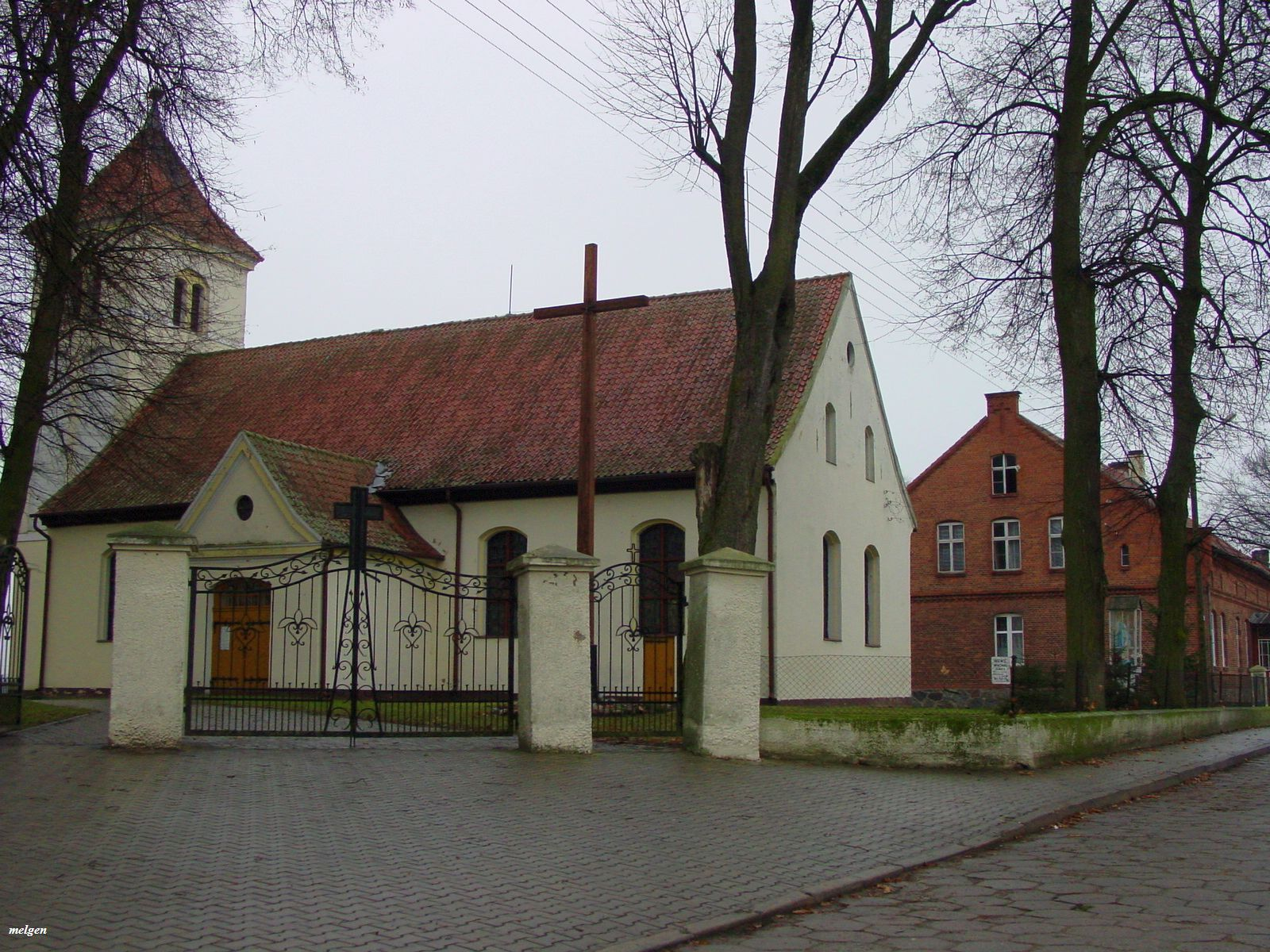
Kościół św. Trójcy w Budrach

We wsi znajduje się jednonawowy kościół poświęcony przez superintendenta Helwinga w 1739 r. Przy kościele znajdowała się drewniana wieża, która zawaliła się w roku 1882. Nową wieżę murowaną wystawiono w 1888 r.
Utworzona w 1739 r. parafia luterańska wydzielona została z parafii Węgorzewo i Banie Mazurskie. Do parafii tej należały wsie: Brzozówko, Budry, Budzewo, Dowiaty, Grądy Węgorzewskie, Grądyszki, Pietrele, Piłaki Małe, Popioły i Więcki.
Od 1945 roku Budry są siedzibą katolickiej parafii Trójcy Przenajświętszej.

## Oświata
Szkoła w Budrach powstała wraz z parafią. W 1856 r. była to szkoła dwuklasowa, z dwoma nauczycielami i 140 uczniami. W roku 1935 w Budrach była szkoła trzyklasowa, z trzema nauczycielami i 156 uczniami.
1 września 1946 roku po raz pierwszy została otwarta szkoła polska w Budrach. Ówczesny Wójt, Józef Palewicz, uzyskał zezwolenie od inspektora szkolnego na otwarcie szkoły, pod warunkiem, że wieś bierze obowiązek zapewnienia mieszkania dla nauczyciela. Pierwszą nauczycielką była Julia Kwinto, która w dniu objęcia stanowiska nauczyciela miała 64 lata.
Obecnie szkoła podstawowa podzielona jest na dwa budynki - pierwszy przy ulicy Marii Konopnickiej oraz drugi przy ulicy Michała Kajki.

## Inne
W okolicy znajdują się rowy przeciwczołgowe tak zwanej linii Kocha, zbudowane w 1944 w celu obrony przed Armią Czerwoną.